# Вільям Блекстон
Ві́льям Бле́кстон (англ. William Blackstone; 10 липня 1723 — 14 лютого 1780) — англійський юрист та історик права.
Навчався у Пембрук-коледжі Оксфордського університеті, юридичну освіту здобув юридичній корпорації Мідл-Темпл (Лондон).
Був адвокатом, потім професором Оксфордського університету, де очолював кафедру англійського загального права.
З 1746 — баристер, займався адвокатською практикою. З 1753 читав в Оксфордському університеті курс лекцій з англійського законодавства. В 1760—1770 рр. був членом Палати громад англійського парламенту. З 1770 р. — суддя королівського суду із загальних апеляцій.
Головна праця Блекстона — «Коментарі до англійських законів» (англ. «Commentaries of Laws of England») в 4 томах, вперше опублікована в 1765 — 1769. Блекстон виступає в ній як один із засновників англійської юриспруденції.